# Martwili

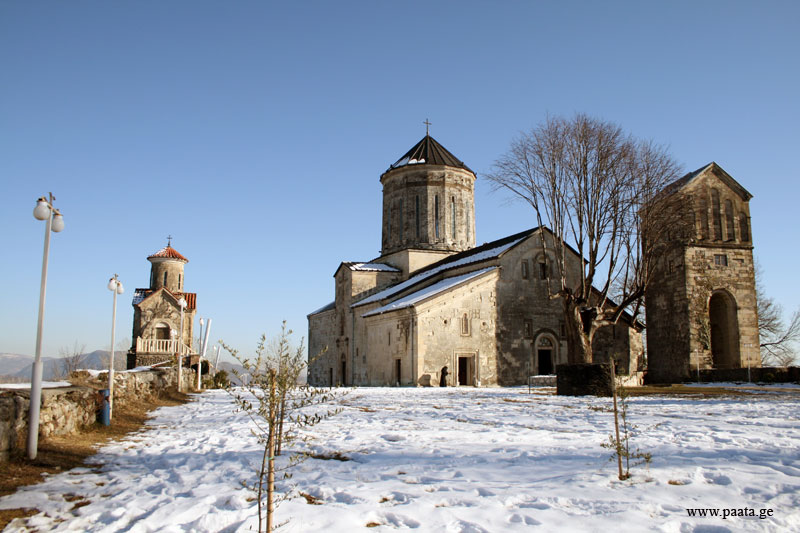
Klasztor

Martwili (gruz.: მარტვილი) – miasto w zachodniej Gruzji, w regionie Megrelia i Górna Swanetia. Położone na Nizinie Kolchidzkiej nad brzegiem rzeki Abaszisckali, w Megrelii. 4425 mieszkańców (2014).
Dawniej nazywało się Czkondidi. Status miasta od 1982 roku. W czasach władzy radzieckiej, od 1936 do 1990 roku, miejscowość nazywała się Gegeczkori – na cześć bolszewików Aleksieja (Sasza) Gegeczkori oraz Ewgenija Gegeczkori, urodzonych w Martwili.
W Martwili znajduje się stary klasztor, składający się z głównej świątyni (VII-X w.), Kościoła Mcire Czikwani (X w.), filaru (XI w.) i obronnego muru z drugorzędnymi budowlami. W kościele Mcire Czikwani została pochowana rodzina Czikwani.